# Bernardino Serrano Mori
Bernardino Serrano Mori, més conegut com a Mino (Antromero, 29 de gener de 1963) és un exfutbolista i entrenador asturià, que jugava de defensa.

## Trajectòria
Es va formar al planter de l'Sporting de Gijón, tot debutant amb el primer equip en un partit de la temporada 81/82. No seria, però, fins a la 84/85 quan es consolidaria com a titular a l'equip asturià, tot jugant 31 partits eixe any i 32 al següent.
La seua progressió va fer que el Reial Madrid el fitxara a l'estiu de 1986, però al conjunt blanc va ser suplent les dues campanyes en les quals hi va romandre, tot i que va guanyar 2 lligues i una supercopa.
La temporada 88/89 recala al Sevilla FC, on qualla una temporada acceptable, seguida d'una altra on tan sols apareix en cinc partits. El 1990 recupera la titularitat a les files del RCD Espanyol. Al club català jugaria més de 120 partits en Primera i Segona Divisió.
A la categoria d'argent va ser també titular amb el RCD Mallorca (94/95) i CD Logroñés. Amb els de La Rioja va pujar a primera divisió, però el seu retorn a la màxima categoria (96/97) es redueix a cinc partits. En total, suma 224 partits en Primera.
Posteriorment a la seua retirada, Mino ha seguit en el món del futbol dirigint a equips asturians, com el Ribadesella o el Caudal de Mieres.